# Modisimus simoni
Modisimus simoni is een spinnensoort uit de familie trilspinnen (Pholcidae). De soort komt voor in Venezuela.